# Paramblyops rostrata
Paramblyops rostrata är en kräftdjursart som beskrevs av Holt och W. M. Tattersall 1905. Paramblyops rostrata ingår i släktet Paramblyops och familjen Mysidae. Inga underarter finns listade i Catalogue of Life.